# 奧里斯塔諾主教座堂

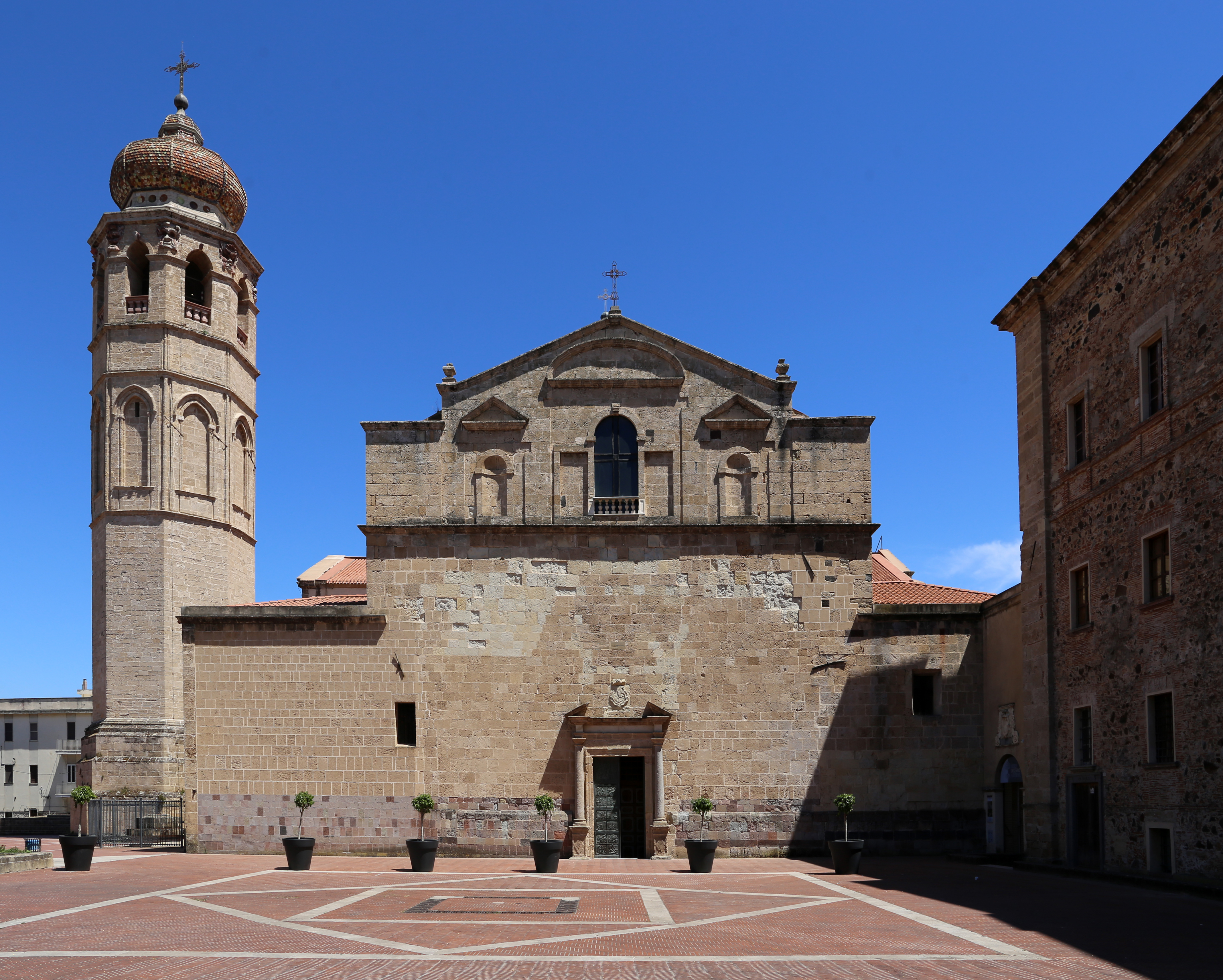
奧里斯塔諾主教座堂

圣母升天主教座堂（義大利語：Cattedrale di Santa Maria Assunta）是天主教奧里斯塔诺总教区的主教座堂，位于意大利撒丁大区奧里斯塔诺的古城区。该堂为巴洛克建筑，始建于1195年。